# Center (Texas)
Center ist eine Stadt im Shelby County in Osttexas und die County-Hauptstadt (County Seat) des Bezirks.
Gegründet wurde die Ansiedlung 1856 oder 1857. Der Name bringt die zentrale Lage der Ansiedlung innerhalb des County zum Ausdruck. Zur Bezirkshauptstadt avancierte Center im Jahr 1866. 2016 verfügte die Stadt laut Daten des US-Zensus über 5.421 Bewohner.

## Beschreibung

Historisches Gebäude: Louis Jones House (1933)

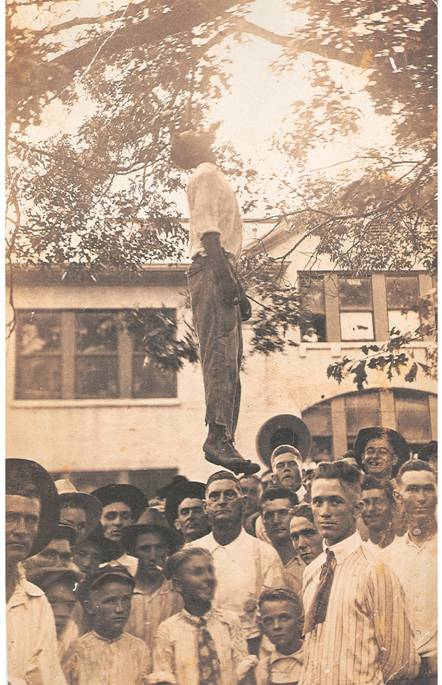
Lynchmord an Lige Daniels (1920)

Landschaftlich sind Center sowie das umgebende County Bestandteil der osttexanischen Piney Woods-Waldregion. Die Landschaft ist flach und von leichten, welligen Hügeln geprägt. Waldbewuchs, Ackerland und Weiden wechseln einander ab. Die durchschnittliche Höhe beträgt etwas über 100 Meter über dem Meeresspiegel. Das Klima ist feucht und mild; die durchschnittlichen Temperaturen reichen von 28 °C im Juli bis hin zu +8 °C im Januar. Der durchschnittliche jährliche Niederschlag beträgt 1378 Millimeter. Überregionale Straßen sind der US Highway 96 und der State Highway 7. Beide verlaufen leicht diagonal von Nord nach Süd und kreuzen sich im Zentrum der Stadt. Ergänzend hinzu kommen mehrere Farm-to-Market-Roads, die ebenfalls auf das Zentrum von Center zulaufen. Der Sabine National Forest liegt rund 20 Kilometer von Center entfernt. Die Entfernung zur Grenze zwischen den beiden US-Bundesstaaten Texas und Louisiana beträgt rund 27 Kilometer, die zur Regionalmetropole Nacogdoches im benachbarten Nacogdoches County etwa mehr als das Doppelte. Die Entfernung zu dem am Golf von Mexiko gelegenen Beaumont beträgt knapp 200 Kilometer.
Die Planung für die spätere Siedlung erfolgte Mitte der 1850er-Jahre – zu einem Zeitpunkt, als das Gebiet nördlich der osttexanischen Pionier-Siedlungszentren um Nacogdoches und den Ayish Bayou einer intensiveren Besiedlung unterzogen wurde. In den 1840er-Jahren war die Region ein Zentrum des sogenannten Regulator–Moderator Wars – einer Fehde zwischen zwei miteinander verfeindeten Vigilantengruppen, welche mehrere texanische Countys in Mitleidenschaft zog und das lokale Wirtschaftswachstum über Jahre hinweg ausbremste. Im Jahr 1866 avancierte Center zur County-Hauptstadt. Anlass für die Festlegung war der Umstand, dass die bisherige County-Hauptstadt Shelbyville zu weit abseits des County-Zentrums lag. Die Bestimmung als neuer County Seat erfolgte in einer Nacht-und-Nebel-Aktion – indem der Bezirkssekretär R. K. Parker zusammen mit weiteren Männern in das Gerichtsgebäude in Shelbyville einbrach, die dortigen Unterlagen an sich nahm und nach Center verbrachte.
In der zweiten Hälfte des 19. Jahrhunderts stieg die Bevölkerungsanzahl von knapp 200 (1880) auf weit über 1000 (1910) an. Den Status City erhielt Center im Jahr 1893. 1904 erfolgte der Anschluss an das Eisenbahnnetz der Golf, Beaumont & Great Northern Railway. Der Anschluss an das Telefonnetz erfolgte im Jahr darauf; 1915 war Center in das Telefonnetz der Bell Telephone Company integriert. Wie andere Städte in Zentral- und Osttexas wurde auch Center in den Jahrzehnten nach der Jahrhundertwende zum Schauplatz rassistisch motivierter Lynchjustiz. Im April 1920 wurde der Afroamerikaner Lige Daniels an einer vor dem Gerichtsgebäude stehenden Eiche von einer wütenden Menge aufgehängt. Ein weiterer Lynchmord mit ähnlichem Ablauf fand im Jahr 1928 statt.
Die Bevölkerung der Stadt wuchs von knapp 2000 im Jahr 1920 auf 5827 im Jahr 1980. Rund 4000 der knapp 6000 Stadtbewohner waren Weiße, knapp 2000 Afroamerikaner. Die wichtigsten Wirtschaftsfaktoren sind die Holzindustrie sowie Geflügelzucht. Darüber hinaus profitiert Center mit von dem Tourismus rund um das nicht weit entfernte Toledo Bend Reservoir an der Grenze zu Louisiana. Überregional bekannte Festivitäten sind das What-A-Melon Festival im Juli und das East Texas Poultry Festival im Oktober.
1950 war die Stadt von einem schweren Tornado betroffen. Der am 12. Februar durch die Stadt ziehende Wirbelsturm zerstörte mehrere Gebäude, tötete drei und verletzte mindestens 15 Menschen.

## Demografie
Die Einwohneranzahl von Center hat sich – nach einem Hoch von knapp 6000 Bewohnern im Jahr 1980 – auf einem Level oberhalb von 5000 eingepegelt. Laut den Daten des United States Census Bureau aus dem Jahr 2016 betrug die Einwohnerzahl in diesem Jahr 5.421 Personen. 2.399 davon waren männlich, 3.022 weiblich. 3.632 Einwohner waren 18 Jahre oder älter, 1.789 Kinder oder Jugendliche, 1.107 älter als 65 Jahre. Der Altersmedian betrug 33,9 Jahre. 1.780 der Befragten bezeichneten sich als Weiße (32,8 %), 1.854 als Afroamerikaner (34,2 %), 247 als Asiaten (4,6 %). Zwei oder mehr Ethnien gab keiner der Befragten an. Unabhängig von der Frage zur Zensus-Deklaration Race bezeichneten sich 1.540 Einwohner als Hispanic oder Latino. Anteilig rangierte diese Gruppe mit 28,4 % an dritter Stelle hinter Weißen und Afroamerikanern – wobei die drei Hauptgruppen in etwa eine ähnlich starke Präsenz aufweisen.

Laut Quickfacts-Infos auf census.gov betrug das Medianeinkommen 2017 pro Haushalt 22.680 US-Dollar (USD). Der ermittelte Medianwert liegt unter dem der drei Vergleichseinheiten Texas (54.700 USD), USA (55.300 USD) und Shelby County (36.300 USD). An Personen, die in Armut leben, wies der Zensus 27,6 % aus, an Personen ohne Krankenversicherung 20,9 %.

## Galerie

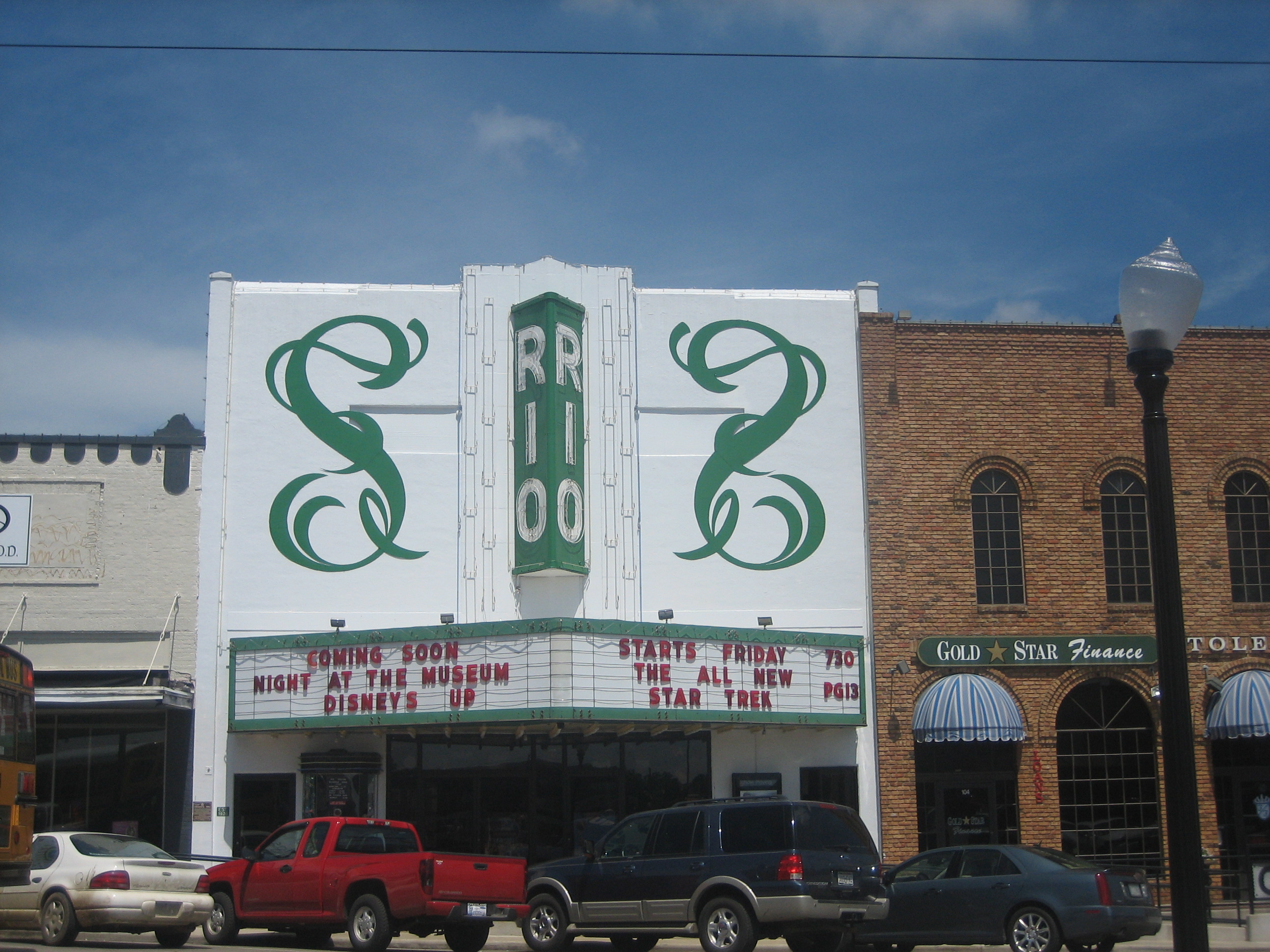
Kino: Rio Theater
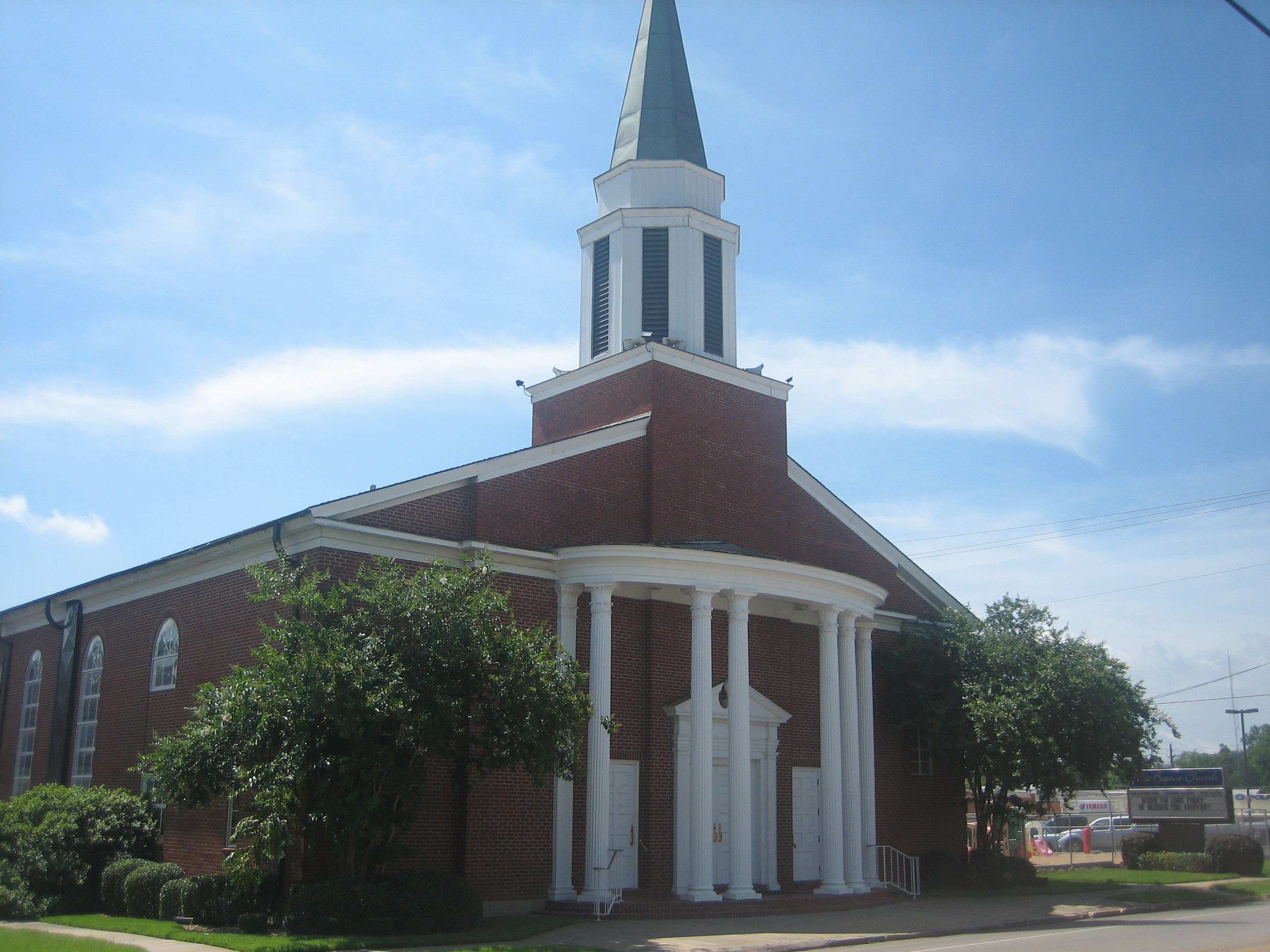
Baptistische Kirche
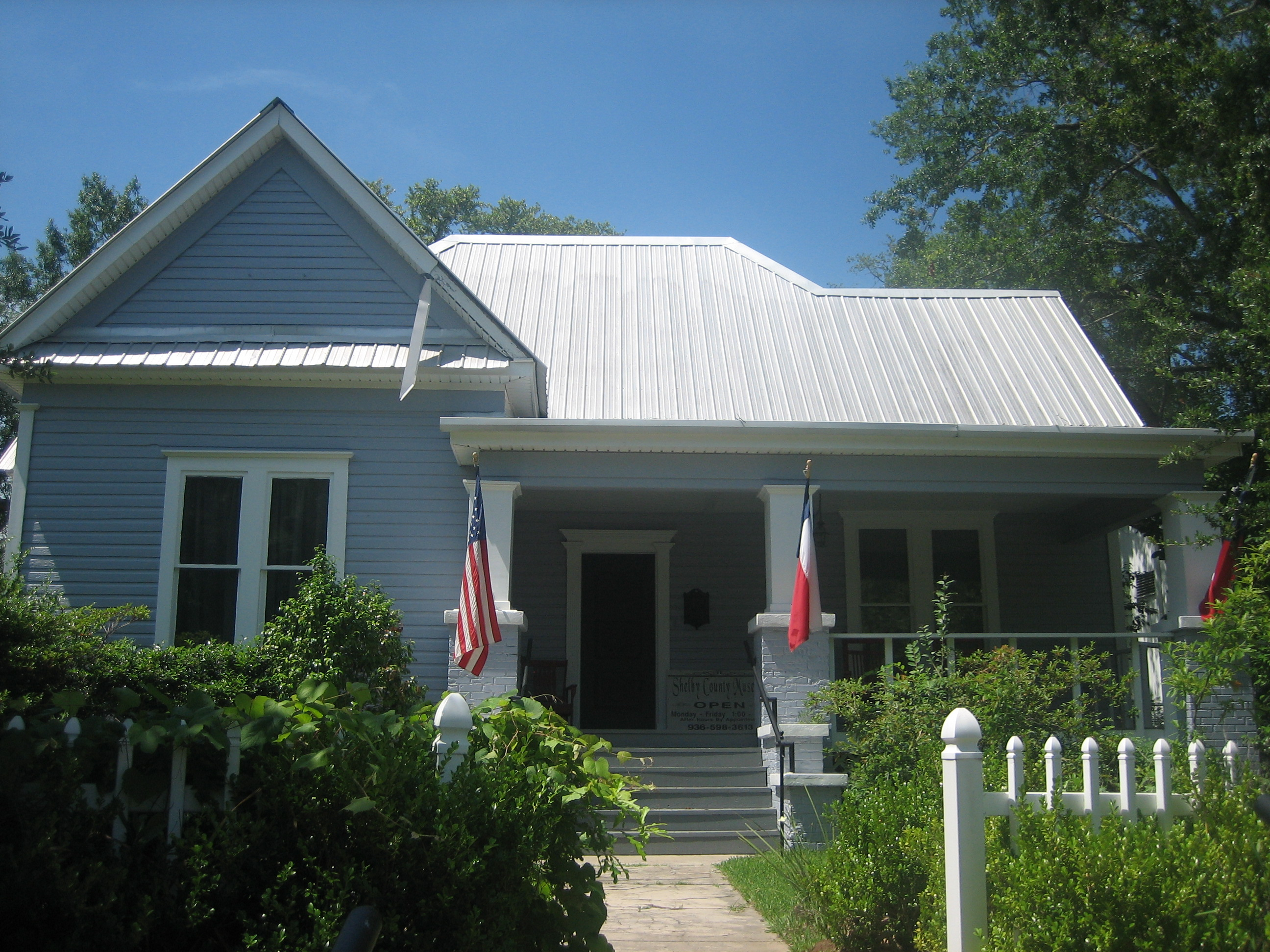
Shelby County Museum
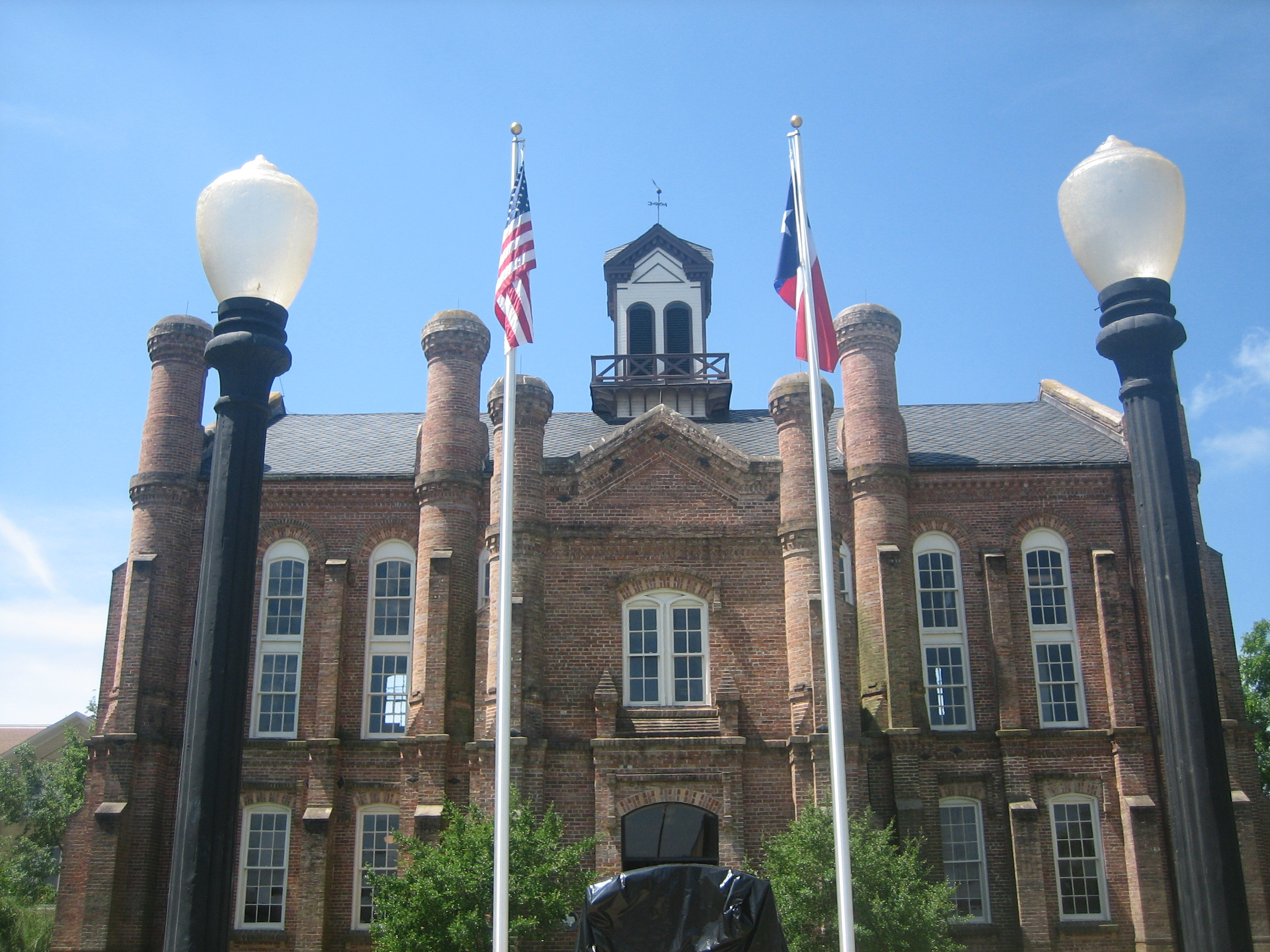
ehem. County-Courthouse
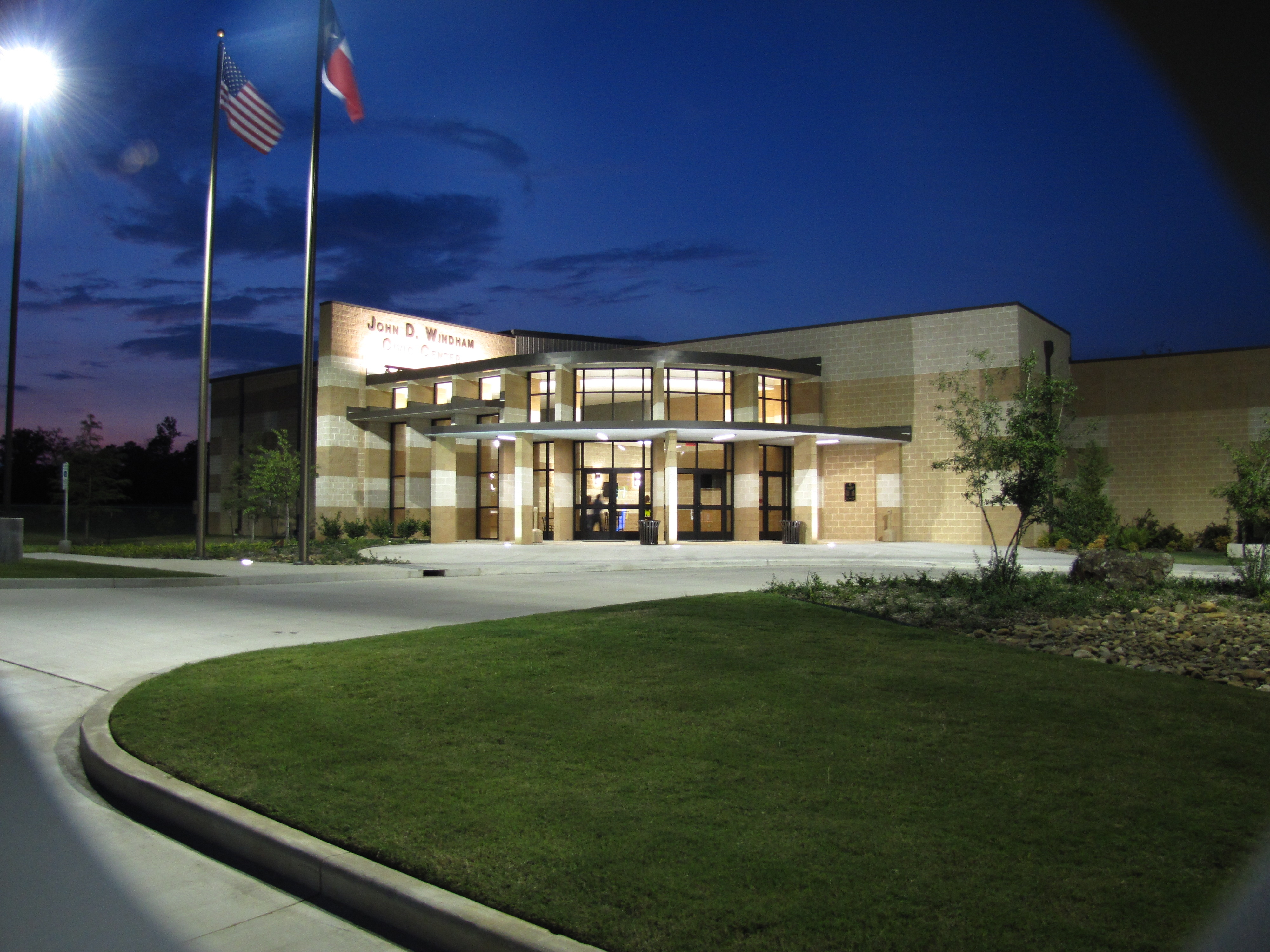
Windham Civic Center

## Söhne und Töchter der Stadt
- Jesse M. Combs (1889–1953), Politiker
- Del Shofner (1934–2020), American-Football-Spieler
- Joe Williams (* 1947), American-Football-Spieler